# Hisayoshi Sawada
Hisayoshi Sawada (jap. 沢田 久喜, Sawada Hisayoshi; * 2. Dezember 1947) ist ein ehemaliger japanischer Skispringer.

## Werdegang
Hisayoshi Sawada studierte an der Meiji-Universität und trat danach in das Unternehmen Yukijirushi Nyūgyō ein, für deren Skisprungmannschaft er seitdem antrat.
Sein internationales Debüt gab Sawada bei der Vierschanzentournee 1971/72. Beim Auftaktspringen auf der Bergiselschanze erreichte er dabei den 30. Platz. Nachdem er in Oberstdorf nur auf den 46. Platz sprang, brach er die Tournee ab und wurde 95. der Tournee-Gesamtwertung. Die folgende Vierschanzentournee 1972/73 wurde die erfolgreichste seiner Karriere. Es war die Einzige, bei der er alle vier Springen bestritt. Dabei erreichte er auf der Großen Olympiaschanze in Garmisch-Partenkirchen mit Rang 24 das bis dahin beste Einzelresultat seiner Karriere. Die Tournee beendete er mit 748,2 Punkten auf dem 37. Platz der Gesamtwertung.
1973 gewann er die Japanische Skimeisterschaft (全日本スキー選手権大会, Zen-Nihon Sukī Senshuken Taikai) im Skisprung auf der 90-Meter-Schanze.
Bei der Skiflug-Weltmeisterschaft 1973 in Oberstdorf erreichte Sawada mit 159 und 119 Metern den achten Rang. Im Dezember 1973 startete er wieder bei der Vierschanzentournee 1973/74. Dabei bestritt er nur das Springen in Oberstdorf. Zwar erreichte er mit Rang zehn seine höchste Platzierung überhaupt, brach aber trotzdem im Anschluss die Tournee ab und erreichte so nur Rang 96 der Gesamtwertung.

## Erfolge

### Vierschanzentournee-Platzierungen
| Saison  | Platz | Punkte |
| ------- | ----- | ------ |
| 1971/72 | 95.   | 415,8  |
| 1972/73 | 37.   | 748,2  |
| 1973/74 | 96.   | 210,4  |